# Mychajliwka (rejon czerniowiecki)
Mychajliwka (ukr. Михайлівка) – wieś na Ukrainie, w obwodzie czerniowieckim, w rejonie czerniowieckim, w hromadzie Hłyboka. W 2001 liczyła 745 mieszkańców, spośród których 740 wskazało jako ojczysty język ukraiński, 2 rosyjski, a 3 rumuński.